# Peter Zurkirchen
Peter Zurkirchen (* 1. Juni 1970) ist ein Schweizer Politiker (Die Mitte / ehem. CVP) Gemeinderat von Schwarzenberg LU und ehemaliger Luzerner Kantonsrat.

## Leben
Peter Zurkirchen ist gelernter Landwirt und arbeitete von 2000 bis 2020 als Feuerwehrinstruktor. Nebenbei führt er als Gemeinderat in Schwarzenberg seit 2004 das Ressort Bau und Umwelt. 2007 wurde er in den Kantonsrat gewählt, welchem er bis 2023 angehörte. Von 2011 bis 2021 stand er dem Feuerwehrverband Kanton Luzern als Präsident vor. Seit 2023 ist er Mitglied der Verwaltungskommission der Gebäudeversicherung Luzern.